# Santarém (microregio)
Santarém is een van de 22 microregio's van de Braziliaanse deelstaat Pará. Zij ligt in de mesoregio Baixo Amazonas en grenst aan de microregio's Almeirim, Altamira, Itaituba en Óbidos. De microregio heeft een oppervlakte van ca. 92.474 km². In 2006 werd het inwoneraantal geschat op 458.639.
Acht gemeenten behoren tot deze microregio:
- Alenquer
- Belterra
- Curuá
- Mojuí dos Campos
- Monte Alegre
- Placas
- Prainha
- Santarém

Mesoregio's: Baixo Amazonas · Marajó · Metropolitana de Belém · Nordeste Paraense · Sudeste Paraense · Sudoeste Paraense

Microregio's: Almerim · Altamira · Arari · Belém · Bragantina · Cametá · Castanhal · Conceição do Araguaia · Furos de Breves · Guamá · Itaituba · Marabá · Óbidos · Paragominas · Parauapebas · Portel · Redenção · Salgado · Santarém · São Félix do Xingu · Tomé-Açu · Tucuruí